# Hezké vesnice hezky hoří
Hezké vesnice hezky hoří (srbsky Лепа села лепо горе (Lepa sela lepo gore)) je jugoslavský film režiséra Srđana Dragojeviće z roku 1996 podle scénaře inspirovaného článkem Vanja Bulice, který popisuje skutečné události v Bosně během války v Jugoslávii, kdy skupinka srbských vojáků uvízla v obklíčení v tunelu poblíž Sarajeva.

## Zajímavosti
Ve filmu zazněly písně z komunistické Jugoslávie.
- Računajte na nas od Đorđe Balaševiće
- Bacila je sve niz rijeku od skupiny Indexi
- Igra rock'n'roll cela Jugoslavija od skupiny Električni orgazam.